# Alfred Ledent
Pour les articles homonymes, voir Ledent.
Alfred Ledent est un architecte et urbaniste belge, né à Jemeppe-sur-Meuse le 28 août 1906 et mort en 1996.
Il était membre de la Commission royale des monuments et des sites ainsi que membre fondateur en 1935 de la S.A.D.Br.. Il fut Président d'honneur du Cercle d'Histoire de La Hulpe.

## Son parcours
Après avoir décroché en 1929 son diplôme d'architecte auprès de l'Académie royale des beaux-arts de Bruxelles, il alla se perfectionner à l'Université de Paris, pour y étudier une matière mise à l'honneur récemment et faisant désormais partie d'un enseignement spécifique, l'urbanisme, et il y obtint un doctorat sur base d'une thèse consacrée à l'urbanisme de Bruxelles.
Il devint ainsi un des premiers architectes-urbanistes belges, qualification qui fera florès par la suite.
Le 22 août 1935, Alfred Ledent et ses confrères Léon Van Dievoet, Marcel Mueller, Jean Delsaux, se réunisent à la Maison des Artistes à la Grand-Place de Bruxelles, pour y discuter du programme des études d'architecte et pour mettre sur pied une association défendant le diplôme d'architecte, ils fondent ainsi la S.A.D.Br.
L'Université libre de Bruxelles l'engagea de 1947 à 1976  au sein de son Institut d'Urbanisme, en tant qu'assistant et puis comme professeur.

## Son œuvre d'urbaniste
Il fut sollicité par les autorités publiques de plusieurs communes du Brabant ou du Luxembourg belge, qui désiraient s'agrandir harmonieusement, pour faire une réécriture architecturale de leur plan de bâti. Il a ainsi laissé sa marque dans les communes de Braine-le-Comte, Genval, Rixensart, Wavre, Stavelot, etc. Il figure à côté de Josef Stübben comme un des plus actifs urbanistes qui ont laissé leur marque dans le développement urbain du XXe siècle en Belgique.

## Son œuvre de constructeur
Ses activités d'enseignant, de chercheur, de concepteur d'espaces nouveaux, ne lui ont pas laissé le temps pour édifier de nombreux bâtiments d'importance. Remarquons de lui :